# Pyrocystis fusiformis
Pyrocystis fusiformis (englischer Trivialname: firefly of the sea ‚"Glühwürmchen des Meeres‘) ist ein nicht beweglicher, tropischer, epipelagischer mariner Dinoflagellat.
Als Bestandteil des Phytoplanktons ist P. fusiformis wie Pflanzen autotroph und bezieht seine Energie tagsüber durch Photosynthese und lebt daher nachts von den Reserven.
P. furisormis zeigt Biolumineszenz, wenn es gestört oder aufgewühlt wird. In Meeresgewässern an der Küste verursacht dieses Dinoflagellat nach Einbruch der Dunkelheit Glüheffekte.

## Merkmale

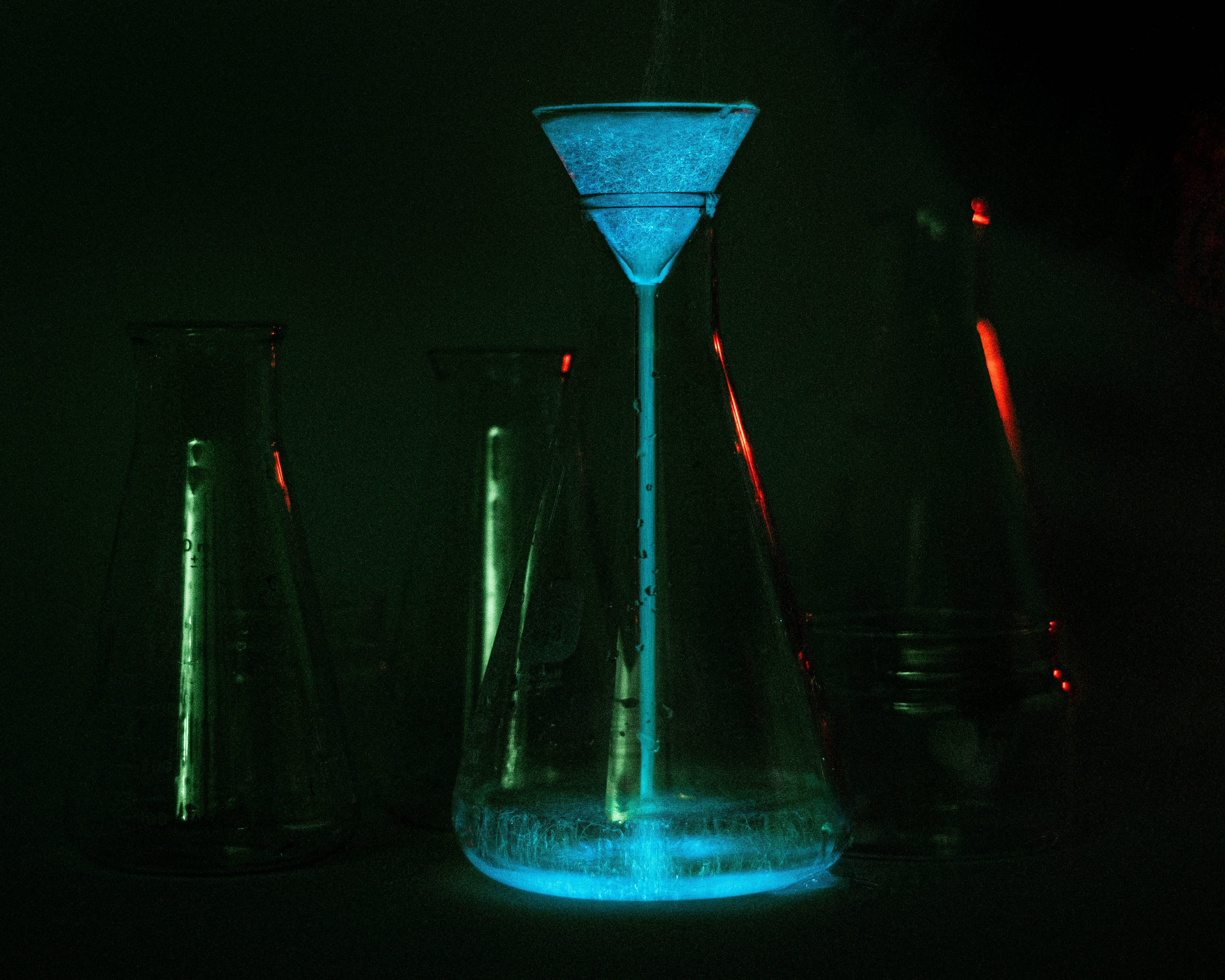
Biolumineszenz von Pyrocystis fusiformis beim Schütten in ein Glas.

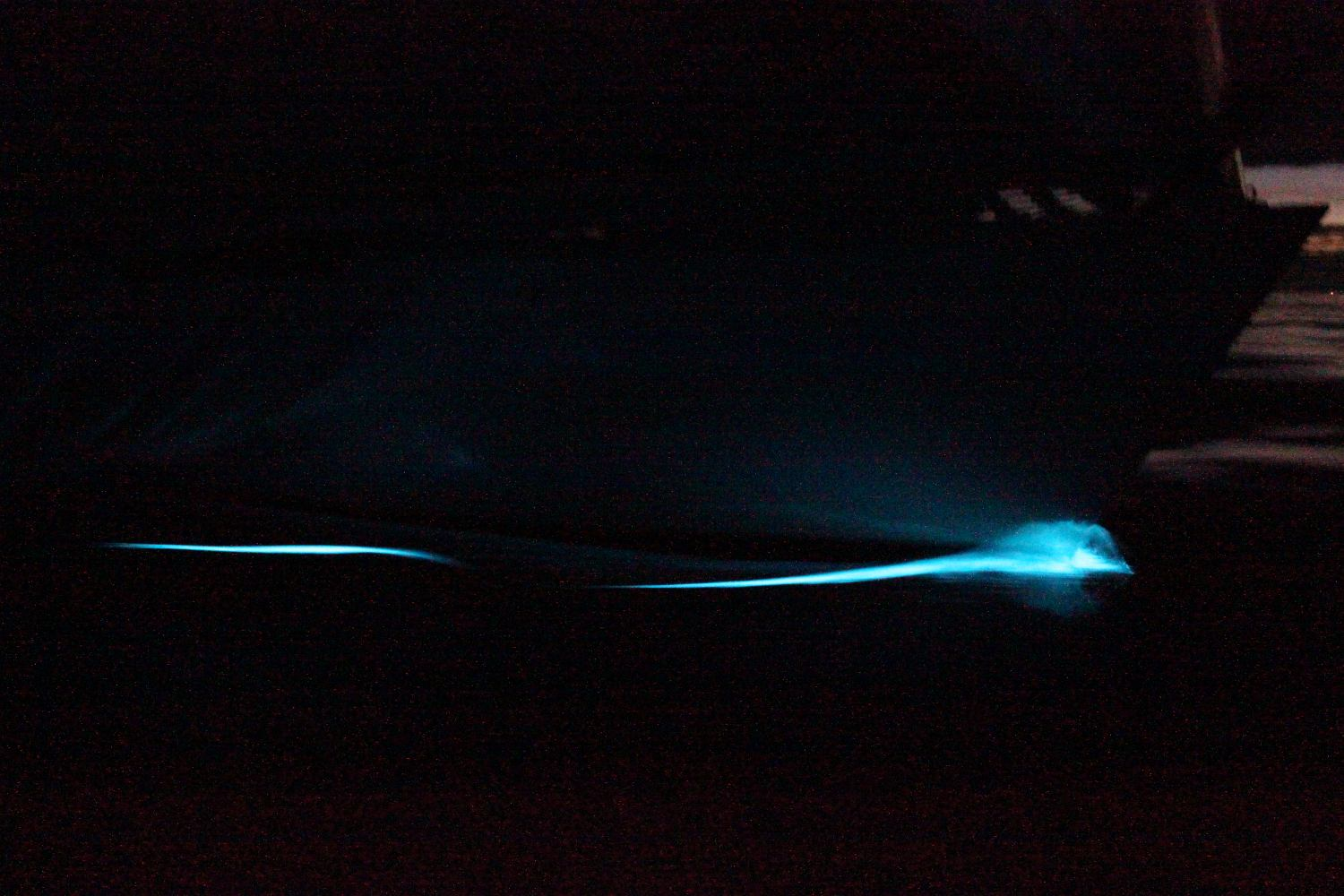
Meeresleuchten am Bug eines Schiffes

Pyrocystis fusiformis f. fusiformis ist abgeflacht, spindelförmig, schmal mit gerundeten oder spitzen Enden.
Es erreicht eine Länge von 768 bis 841 µm und eine Breite von 174 bis 232 μm.
Pyrocystis fusiformis ist  athecat, besitzt also keine Theca.
Das Art-Epitheton fusiformis leitet sich von der spitz zulaufenden bzw. spindelförmigen Form ab.
Als Größe wird von einigen Quellen 1 μm angegeben, was 0,001 mm entspricht.
Die Zellen besitzen im „Jugendstadium“ zwei Geißeln, mit denen sie sich schwimmend fortbewegen können.
Später gehen diese Geißeln aber verloren, und die Zellen sind dann nicht mehr aktiv beweglich (motil).
Die Chloroplasten der Zelle nähern sich tagsüber der Zellwand und sich ziehen sich nachts zum Zellkern hin zurück, wodurch sich die Form der Zelle stark verändert.
Die Zellen können einem Fressfeind zwar ohne Geißel nicht wegschwimmen, aber sie können sich in der Wassersäule auf und ab bewegen, indem sie ihren Auftrieb anpassen.
Eine einzelne Zelle erreicht dies, indem sie bis zu 900 μm (1 mm) groß wird, so dass sie mit bloßem Auge sichtbar ist. Mit dieser Größe gehört P. fusiformis zu den größten Dinoflagellaten überhaupt.

## Lebensweise
Pyrocystis fusiformis ist autotroph und bezieht seine Energie durch Photosynthese von der Sonne.
Diese Einzeller photosynthetisieren bei Tageslicht und erzeugen nachts Biolumineszenz:
P. fusiformis kann in küstennahen Meeresgewässern in der Nacht ein blaues Glitzern verursachen.
Die Lebensdauer bzw. der Vermehrungszyklus von P. fusiformis beträgt unter Kulturbedingungen 5 bis 6 oder 7 Tage.
Die Art vermehrt sich hauptsächlich ungeschlechtlich durch Zellteilung, d. h durch natürliches Klonen. In der Reproduktionsphase entstehen ein oder zwei Zoosporen, die innerhalb der Zellwand der Elternzelle wachsen, bis sie zu freien neuen Zellen werden.

## Vorkommen
Dieser Dinoflagellat kommt vor allem in tropischen Ozeanen und Meeren vor. Er lebt in Küstennähe in epipelagischen Zonen nahe der Wasseroberfläche, wo genügend Licht für die Photosynthese vorhanden ist.
Die Spezies ist daher normalerweise in einer Tiefe von 60 bis 100 Metern anzutreffen, aber es wurden auch schon Kolonien in 200 Metern Tiefe gesichtet.
Vorkommen gibt es im Mittelmeer (Adria, vor der Türkei, dem Libanon und Ägypten), im Schwarzen Meer, um Australien und Neuseeland, um die Kanarischen Inseln, um die Marquesas-Inseln, um Taiwan, im Golf von Kalifornien (Baja California), im Golf von Mexiko und im Ostpazifik vor Mexiko, vor Brasilien, China, Französisch-Polynesien, Indien und im ganzen Indischer Ozean, Irak, Kolumbien, Kuwait und Portugal.

## Formen
Von Pyrocystis fusiformis sind neben Pyrocystis fusiformis f. fusiformis zwei weitere Formen beschrieben:
- Pyrocystis fusiformis f. biconica Kofoid, 1907
- Pyrocystis fusiformis f. lanceolata (Schröder) F.J.R.Taylor, 1976

## Forschungsgeschichte
Pyrocystis fusiformis wurde erstmals 1876 in den Proceedings der Royal Society of London beschrieben. Murray merkte darin an, dass „im offenen Meer zwischen der Nordgrenze des Nordost-Passat und der Südgrenze des Südost-Passat kaum kleine, jedoch drei große, bisher unbeschriebene Kieselalgen Arten vorkommen.“ Wild zeichnete zwei davon, die Beschriftung der Gattung auf Tafel 21 lautete fälschlicherweise Pyrocistis (P. pseudonoctiluca und P. fusiformis). Weiter schrieb Murray: „Diese Organismen haben eine außerordentlich dünne Hülle aus Kieselsäure und sind echte Kieselalgen, obwohl sie mit Noctiluca (eine Gattung der Dinoflagellaten) verwechselt wurden. Die Kerne dieser beiden Formen sind stark phosphoreszierend, und ihnen ist im Allgemeinen die diffuse Phosphoreszenz des Ozeans in den Tropen zu verdanken.“

## Biolumineszenz
Die Zellen können durch eine chemische Reaktion des Luciferase genannten Enzyms mit einem Pigment namens Luciferin helles blaues Licht erzeugen (Biolumineszenz).
Wenn das Enzym Luciferase das Pigment oxidiert, wird die Energie der Reaktion in einem winzigen Lichtblitz freigesetzt.
P. fusiformis leuchtet nur nachts, wenn die Zellen gestört oder aufgewühlt werden, weshalb man annimmt, dass dieses Leuchten einen Verteidigungsmechanismus darstellt.
Zum einen würde es Fressfeinde überraschen und abschrecken.
Andererseits könnte das Licht die Räuber für deren eigene Fressfeinde besser sichtbar machen, wodurch diese wiederum für ihre eigenen Räuber besser sichtbar werden („Burglar-Alarm“, siehe Alfred Zehden §Leben).